# Lista de primazes da Bulgária
Esta é a lista de Bispos, Arcebispos e Patriarcas da Bulgária, Primazes da Igreja Ortodoxa Búlgara. 

## História

### Cristianização da Bulgária
A cristianização da Bulgária foi o processo pelo qual a Bulgária se converteu ao cristianismo no século IX. Os maiores influenciadores da instável política do Cã búlgaro foram a Frância oriental, o Império Bizantino e o Papa. Por conta da posição estratégica da Bulgária, tanto as igrejas de Roma quanto Constantinopla queriam a região sob suas respectivas esferas de influência. Depois de alguma indecisão sobre qual lado seria o vencedor, o Cã decidiu-se pelo cristianismo bizantino. Através de sua nova aliança, ele conseguiu seu objetivo máximo de fundar uma igreja nacional búlgara autônoma e de ter um Arcebispo nomeado para liderá-la.
Vale ressaltar que até 1056 (o Grande Cisma), havia uma unidade eclesial entre católicos romanos e ortodoxos. Portanto, aceitar o governo do Papa ou do Patriarca de Constantinopla ainda significaria pertencer a uma igreja, não a qualquer comunidade herética.

### A Igreja nacional búlgara

Brasão da Igreja ortodoxa Búlgara

A Igreja Ortodoxa Búlgara foi reconhecida como um Arcebispado autocéfalo (autônomo) em 870. Em 918 ou 919, o Monarca Búlgaro Simeão I (r. 893-927) convocou um Concílio Eclesiástico para elevar o Arcebispado Búlgaro a Patriarcado completamente independente. Com o Tratado Bizantino-Búlgaro de 927, que afirmou a vitória búlgara sobre o Império Bizantino na Guerra de 913-927, o Patriarca Ecumênico de Constantinopla reconheceu o Patriarcado Búlgaro.

## Bispos da Bulgária (865-870)
Bispos missionários na Bulgária.
- Isaías[5] (865-867) - Enviado por Constantinopla. Chefe da Missão de Constantinopla, que chegou a Plisca em 864, e Primeiro Bispo da Bulgária.[6] Liderou o batismo do povo búlgaro por Boris I, em 865, e chefiou a Eparquia da Bulgária recém-estabelecida, até o surgimento da Missão Papal.[5]
- Paulo de Populônia e Formoso de Porto[7] (867-868) - Enviados por Roma. Legados Papais.[8]
- Silvestre e Leopardo de Ancona (868) - Enviados por Roma.
- Domingos de Trivena e Grimoaldo de Polimarcia (868-870) - Enviados por Roma.

## Arcebispos da Bulgária (870-918/919)
Primazes da Igreja Ortodoxa Búlgara autônoma, com catédra em Plisca e Preslava, sob a jurisdição de Constantinopla, estabelecida no VIII Concílio Ecumênico (870).
- José I ou Estevão (870– 877) - Arcebispo Exarca. Primeiro Arcebispo da Bulgária(?)
- George I - (870/877– 886/893) - Arcebispo Exarca.
- João (886-910) - Arcebispo Exarca. Residência em Plisca, depois em Preslava.
- Gregório (910-917) - Arcebispo Exarca.
- Leôncio I (917-919) - Arcebispo Exarca.

## Patriarcas búlgaros em Preslava (918/919–1018)

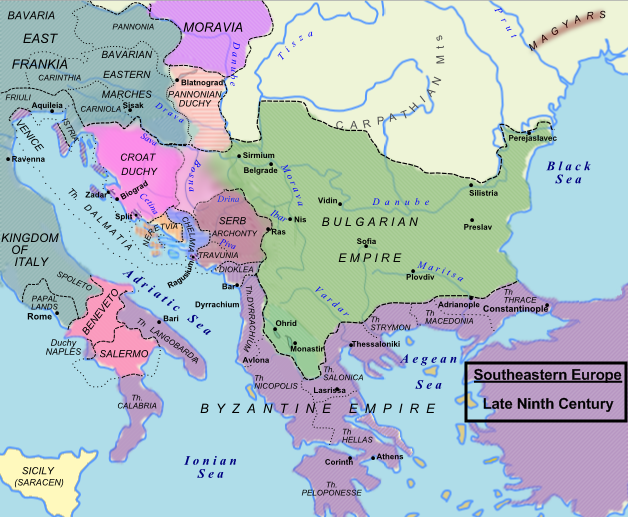
Primeiro Império Búlgaro de Bóris I. Plisca e Preslava, os principais centros da cristianização estão demarcados no centro à direita.

Primazes da Igreja Patriarcal da Bulgária, com catédra em Preslava, Drustar, Sredets, Voden, Moglena, Prespa e Ocrida, estabelecida no Concílio de Preslava.
- Leôncio I (919-927) - Não reconhecido pelo Patriarca de Constantinopla.[12]

- Demétrio I (927-930) - Não reconhecido pelo Patriarca de Constantinopla.[12]
- Sérgio (931– 937/940)[12]
- George II (937-940)
- Gregório I (940-944)[12]
- Damião (944-972)[12]
- Germano (972-990) - Residência em Ocrida após a queda de Presłava.
- Nicolau (991-1000)
- Felipe (1000-1015)
- Davi (1015-1018) - Último Patriarca da Bulgária no Primeiro Império Búlgaro.

Após a queda do Primeiro Império Búlgaro sob domínio bizantino em 1018, a Igreja foi privada de seu título patriarcal e reduzida à categoria de Arcebispado autocéfalo de Ocrida; em 1767, foi colocado sob a tutela do Patriarca de Constantinopla. Os Arcebispos de Ocrida ostentavam o título de Arcebispo da Bulgária, mas com o tempo deixaram de associar a origem de sua Igreja ao Patriarcado de Preslava. Uma Igreja búlgara separada foi criada com o estabelecimento do Segundo Império Búlgaro em 1186.

## Arcebispos da Bulgária (1018/1019-1767)
Primazes da Arquidiocese Autocéfala (autônoma), com cátedra em Ocrida, de jure subordinada ao Patriarcado Ecumênico.
- Lista dos Arcebispos de Ocrida

## Arcebispos da Bulgária (1186-1235)
Primazes da Igreja da Bulgária com cátedra em Tarnovo.
- Basílio I (1186-1232) - Arcebispo Primaz. Reconhecido pelo Papa de Roma em 1203.[13]
- Joaquim I (1232-1235) - Arcebispo Primaz

## Patriarcas búlgaros em Tarnovo (1186/1235-1393/1394)

O Segundo Império Búlgaro em sua máxima extensão territorial durante o reinado do Czar João Asen II.

Primazes da Igreja Patriarcal da Bulgária, com cátedra em Tarnovo.
- Basílio I (1186-1232) - Não reconhecido pelo Patriarca de Constantinopla.
- São Joaquim I (1232-1246) -  O título de Patriarca foi canonicamente reconhecido pelos Patriarcas Ortodoxos Orientais em 1235.
- Bessarião (1246)
- Basílio II (1246–1254)
- Basílio III (1254-1263)
- Joaquim II (1263-1272)
- Inácio (1272–1277)
- Macário (1277–1284)
- Joaquim III (1284-1300)
- Doroteu (1300–1315)
- Romano (1315–1325)
- Teodósio I (1325–1337)
- João I (1337– 1340)
- Simeão (1341–1348)
- Teodósio II (1348–1363)
- João II (1363-1375)
- Santo Eutímio I (1375-1384) - Último Patriarca Búlgaro em Tarnovo.

Após a queda do Segundo Império Búlgaro e a morte do Patriarca Eutímio em 1402, as dioceses do norte da Bulgária foram subordinadas à Metrópole de Tarnovo, como parte do Patriarcado Ecumênico. Às vezes, os Metropolitas de Tarnovo também ostentavam o título de Exarca da Bulgária.

## Exarcas da Bulgária (1394-1867)
Bispos da Metrópole de Tarnovo canonicamente subordinada ao Patriarcado Ecumênico.
- Jeremias I (1394-1401 ou Vigário [na qualidade de Metropolita da Moldávia] 1394-1407/1408)
- Inácio (1437-1464/1465)
- Gerásimo
- Pancrácio
- Teófilo I
- Joaquim
- Arsênio
- Dionísio
- Jeremias II
- Gabriel (?-1622)
- Macário (1626-1646)
- Dionísio (1646-1650)
- Cirilo (1650-1653)
- Antêmio (1653-1654)
- Dionísio (1654-1658)
- Gerásimo (1658-1673)
- Ezequiel (1673-1687)
- Atanásio (1687-1692)
- José (1692-?)
- Teodósio
- Dionísio (?-1714)
- José (1714-1722)
- Nicéforo
- Antêmio (?-1750)
- Teófilo II (1751-1763)
- Partênio (1763-1769)
- Calínico (1770-1791)
- Mateus (1791-1797)
- Filoteu (1797-1800)
- Mateus (1880-1802), segundo episcopado
- Daniel (1802-1817)
- Joanício (1817-1821)
- Hilarião, o Cretense (1821-1827)
- Constâncio (1827-1830)
- Hilarião, o Cretense (1830-1838), segundo episcopado
- Panareto (1838-1840)
- Neófito Bizâncio (1840-1846)
- Atanásio (1846-1848)
- Neófito Bizâncio (1848-1857), segundo episcopado
- Gregório (1858-1867)

## Exarcas da Bulgária (1872 a 1915)
Lideres da Igreja da Bulgária residentes em Constantinopla.
- Hilarião (1872) - Título de Exarca concedido por Decreto (firman) do Sultão Abdulazize, promulgada em 28 de fevereiro de 1870. Residência em Constantinopla. Não reconhecido pelo Patriarca de Constantinopla.
- Antim I (1972-1977)
- José I (1977-1915) - Residencia em Constantinopla, depois em Sofia.

## Vice-Presidentes do Santo Sínodo da Bulgária (1915 a 1945)
Lideres da Igreja da Bulgária residentes em Sofia.
- Partênio (1915-1918) - Metropolita.
- Basílio (1918-1921) - Metropolita.
- Máximo (1921-1928) - Metropolita.
- Clemente (1928-1930) - Metropolita.
- Neófito (1930-1944) - Metropolita.
- Estevão I (1944-1945) - Metropolita.

## Exarcas da Bulgária (1945-1948)
- Estevão I (1945-1948) - Residência em Sofia.

## Vice-Presidentes do Santo Sínodo da Bulgária(1948-1953)
Lideres da Igreja da Bulgária residentes em Sofia.
- Miguel (1948-1949) - Metropolita.
- Paísio (1949-1951) - Metropolita.
- Cirilo (1951-1953) - Metropolita.

## Patriarcas da Bulgária (1953-Atualidade)
Primazes da Igreja Patriarcal da Bulgária com cátedra em Sofia.
- Cirilo I (1953-1971) - O título de Patriarca foi reconhecido pela Patriarca de Constantinopla.
- Máximo I (1971-2012);
- Neófito I (2013-2024).[14]
- Daniel I (2024-)[15]